# Yahr (huyện)
Huyện Yahr là một huyện thuộc tỉnh Lahij, Yemen. Đến thời điểm năm 2003, huyện này có dân số 37148 người